# Joueur de champ intérieur

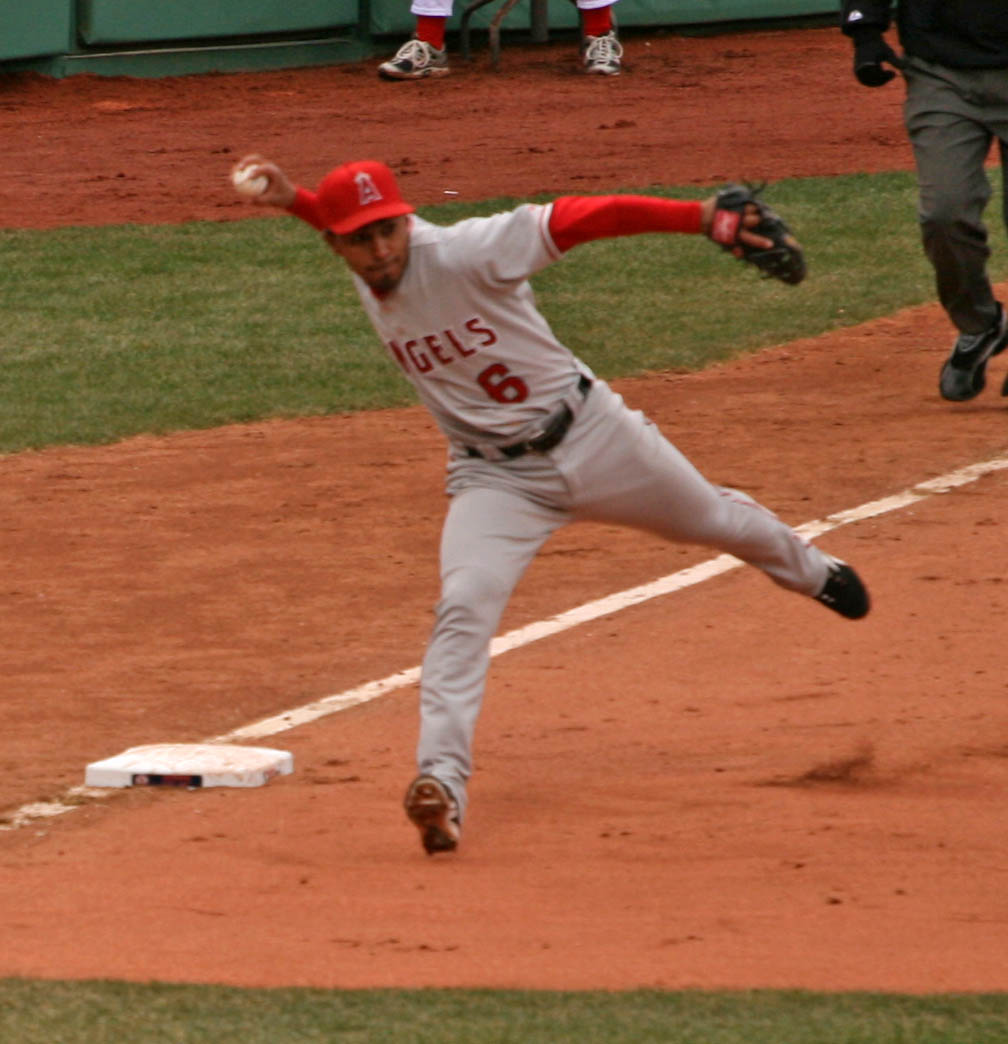
Maicer Izturis, joueur de champ intérieur

Au ⁣⁣baseball⁣, le joueur de champ intérieur (ou joueur d'avant-champ) est le joueur de première base, de deuxième base, de troisième base ou d'arrêt-court. Sauf le lanceur et le receveur, les joueurs de champ intérieur sont les plus proches du frappeur quand il est au bâton.
Presque tous les joueurs de deuxième base, troisième base et les arrêts-courts sont des droitiers[réf. nécessaire] pour faciliter le lancer de la balle quand ils l'ont attrapée. Pourtant, le joueur de première base peut être droitier ou gaucher.
La majorité des joueurs de champ intérieur ne jouent qu'une position, pourtant il y a des autres joueurs qui ont changé de position pendant leur carrière (Cal Ripken et Alex Rodriguez en Ligue majeure). Certains athlètes plus polyvalents alternent entre différentes positions au champ intérieur : on parle alors de joueur d'utilité.
Les joueurs de champ intérieur doivent courir rapidement pour atteindre la balle frappée sur le terrain, mais ne doivent pas courir de grandes distances comme les joueurs de champ extérieur. Les principales qualités requises pour évoluer à ces positions sont la rapidité des mains et des pieds.

## Autres techniques importantes

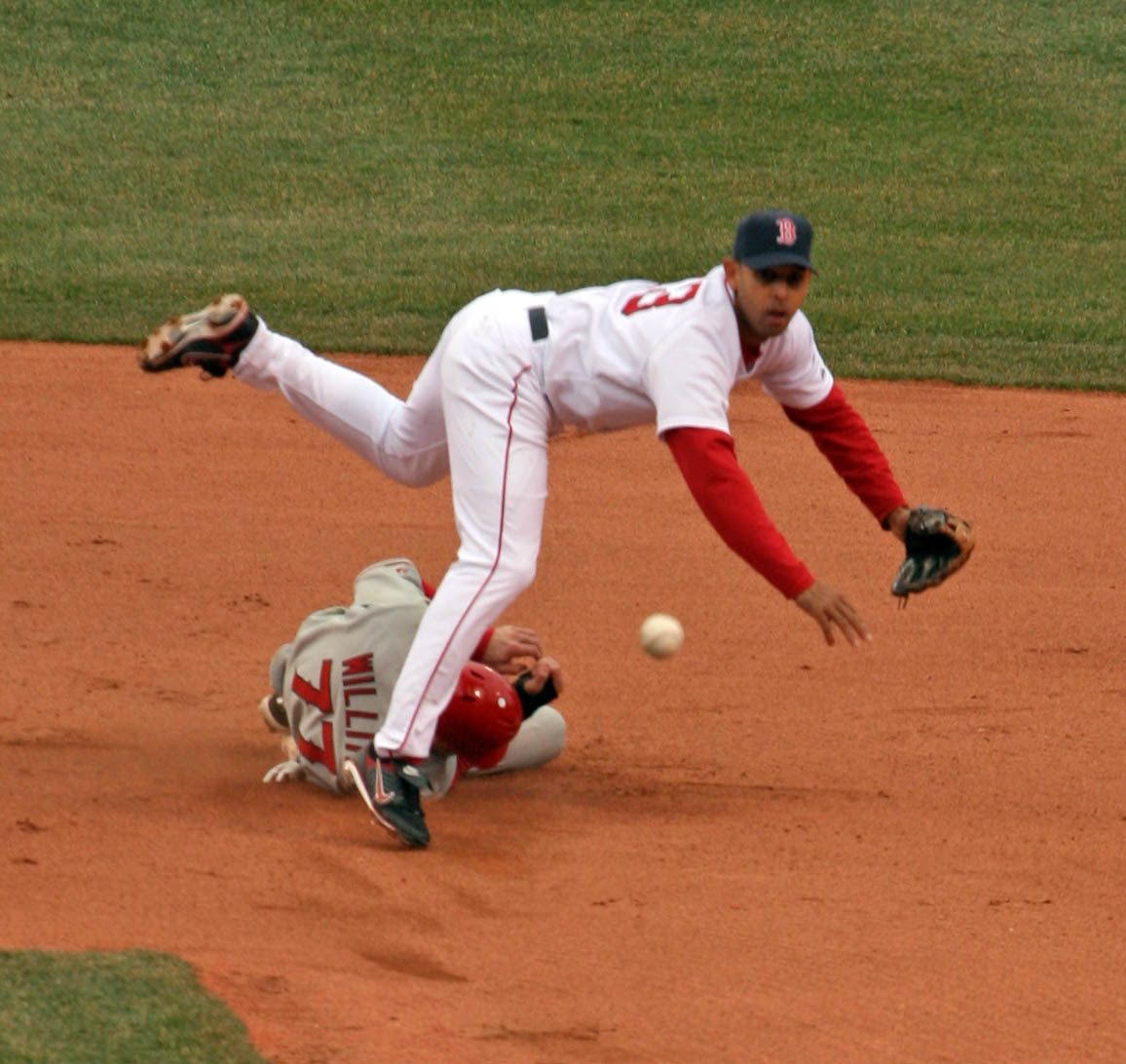
Alex Cora (arrêt-court) effectue un double jeu

- Le double jeu : Les doubles jeux sont rares pour les joueurs de champ extérieur, mais beaucoup plus communs pour les champs intérieurs. Si la balle est frappée sur le terrain, le joueur doit lancer rapidement la balle au deuxième (plus rarement le troisième) base afin que le joueur puisse relayer la balle à la première base pour enregistrer deux retraits. Les doubles jeux sont aussi possibles quand la balle est frappée en l'air, s'il y a un amorti sacrifice et la balle est attrapée directement, le joueur peut lancer à la base que le coureur vient de quitter. Ceci n'est pas possible si la balle est frappée sur le terrain.

- Amorti sacrifice : Les joueurs de première et de troisième base sont chargés d'attaquer la balle lors d'un amorti. Amorti veut dire que le frappeur n'essaie pas de frapper la balle, mais la touche seulement avec sa batte pour qu'elle roule très lentement, et que les coureurs arrivent à avancer à la prochaine base. Parfois les amortis deviennent des coups sûrs. Les amortis sont souvent employés quand il y a un frappeur faible au marbre, par exemple un lanceur qui a peu de chance d'enregistrer un point produit. Les joueurs de première et de troisième base attaquent la balle et essaient de la rattraper et la lancer au deuxième base pour retirer le coureur le plus éloigné de sa base.